# Course en ligne féminine aux championnats du monde de cyclisme sur route 1989
Navigation
1987 1990
La course en ligne féminine aux championnats du monde de cyclisme sur route 1989 a lieu le 26 août 1989 à Chambéry en France. Elle est remportée par la Française Jeannie Longo.

## Classement
|                                    | Coureuse               | Pays             |    | Temps           |
| ---------------------------------- | ---------------------- | ---------------- | -- | --------------- |
| Médaille d'or, Coupe du Monde      | Jeannie Longo          | France           | en | 1 h 56 min 41 s |
| Médaille d'argent, Coupe du Monde  | Catherine Marsal       | France           | +  | 4 min 5 s       |
| Médaille de bronze, Coupe du Monde | Maria Canins           | Italie           |    | 4 min 5 s       |
| 4                                  | Inga Thompson-Benedict | États-Unis       |    | 7 min 29 s      |
| 5                                  | Madonna Harris         | Nouvelle-Zélande |    | 7 min 29 s      |
| 6                                  | Eva Orvošová           | Tchéquie         |    | 7 min 29 s      |
| 7                                  | Kathleen Shannon       | Australie        |    | 7 min 29 s      |
| 8                                  | Dany Bonnoront         | France           |    | 7 min 29 s      |
| 9                                  | Roberta Bonanomi       | Italie           |    | 7 min 29 s      |
| 10                                 | Donna Gould            | Australie        |    | 8 min 18 s      |
| 11                                 | Sally Zack             | États-Unis       |    | 9 min 57 s      |
| 12                                 | Monica Bandini         | Italie           |    | 9 min 57 s      |
| 13                                 | Luisa Seghezzi         | Italie           |    | 9 min 57 s      |
| 14                                 | Agnes Loohuis-Damveld  | Pays-Bas         |    | 9 min 57 s      |
| 15                                 | Cécile Odin            | France           |    | 9 min 57 s      |
| 16                                 | Imelda Chiappa         | Italie           |    | 9 min 57 s      |
| 17                                 | Lisa Brambani          | Royaume-Uni      |    | 9 min 57 s      |
| 18                                 | Sylvie Slos            | Belgique         |    | 9 min 57 s      |
| 19                                 | Valérie Simonnet       | France           |    | 9 min 57 s      |
| 20                                 | Radka Kynclová         | Tchéquie         |    | 9 min 57 s      |
| 21                                 | Evelyne Müller         | Suisse           |    | 9 min 57 s      |
| 22                                 | Denise Kelly           | Canada           |    | 9 min 57 s      |
| 23                                 | Aleksandra Koliaseva   | Union soviétique |    | 9 min 57 s      |
| 24                                 | Svetlana Guiguileva    | Union soviétique |    | 9 min 57 s      |
| 25                                 | Elisabeth Davis        | Royaume-Uni      |    | 9 min 57 s      |
| 26                                 | Pascale Ranucci        | France           |    | 9 min 57 s      |
| 27                                 | Brigitte Gyr-Gschwend  | Suisse           |    | 9 min 57 s      |
| 28                                 | Tamara Poliakova       | Union soviétique |    | 9 min 57 s      |
| 29                                 | Tea Vikstedt-Nyman     | Finlande         |    | 9 min 57 s      |
| 30                                 | Karina Skibby          | Danemark         |    | 9 min 57 s      |

|                      | Coureuse             | Pays                 |  | Temps       |
| -------------------- | -------------------- | -------------------- |  | ----------- |
| Autres compétitrices |                      |                      |  |             |
| 35                   | Juliana Furtado      | États-Unis           |  | 12 min 6 s  |
| 37                   | Marie Höljer         | Suède                |  | 12 min 6 s  |
| 38                   | Judy Latoski         | Canada               |  | 12 min 14 s |
| 39                   | Nadine Fiers         | Belgique             |  | 12 min 23 s |
| 42                   | Leontien van Moorsel | Pays-Bas             |  | 12 min 39 s |
| 43                   | Sally Hodge          | Royaume-Uni          |  | 12 min 39 s |
| 45                   | Alison Sydor         | Canada               |  | 12 min 39 s |
| 46                   | Kelly-Ann Way        | Canada               |  | 12 min 39 s |
| 48                   | Heidi Van de Vijver  | Belgique             |  | 12 min 39 s |
| 50                   | Veronika Christen    | Suisse               |  | 12 min 39 s |
| 51                   | Nicole Hofer-Suter   | Suisse               |  | 12 min 39 s |
| 52                   | Petra Rossner        | Allemagne de l'Est   |  | 12 min 39 s |
| 53                   | Francesca Galli      | Italie               |  | 12 min 39 s |
| 54                   | Luzia Zberg          | Suisse               |  | 12 min 39 s |
| 56                   | Sara Neil            | Canada               |  | 12 min 39 s |
| 59                   | Viola Paulitz        | Allemagne de l'Ouest |  | 12 min 39 s |
| 63                   | Hanne Malmberg       | Danemark             |  | 14 min 38 s |
| 64                   | Vanessa Van Dijk     | Pays-Bas             |  | 16 min 45 s |
| 65                   | Nele D'Haene         | Belgique             |  | 17 min 15 s |
| 66                   | Monique Knol         | Pays-Bas             |  | 17 min 17 s |
| 69                   | Edith Schönenberger  | Suisse               |  | 17 min 17 s |
| 72                   | Els Mertens          | Belgique             |  | 17 min 17 s |
| 74                   | Teodora Ruano        | Espagne              |  | 17 min 17 s |
| 75                   | Rasa Polikevičiūtė   | Lituanie             |  | 17 min 17 s |
| 79                   | Maria Blower         | Royaume-Uni          |  | 17 min 17 s |
| 80                   | Helle Sørensen       | Danemark             |  | 17 min 17 s |
| 82                   | Ingunn Bollerud      | Danemark             |  | 18 min 23 s |
| 83                   | Josiane Vanhuysse    | Belgique             |  | 18 min 23 s |